# Cyclamen hederifolium

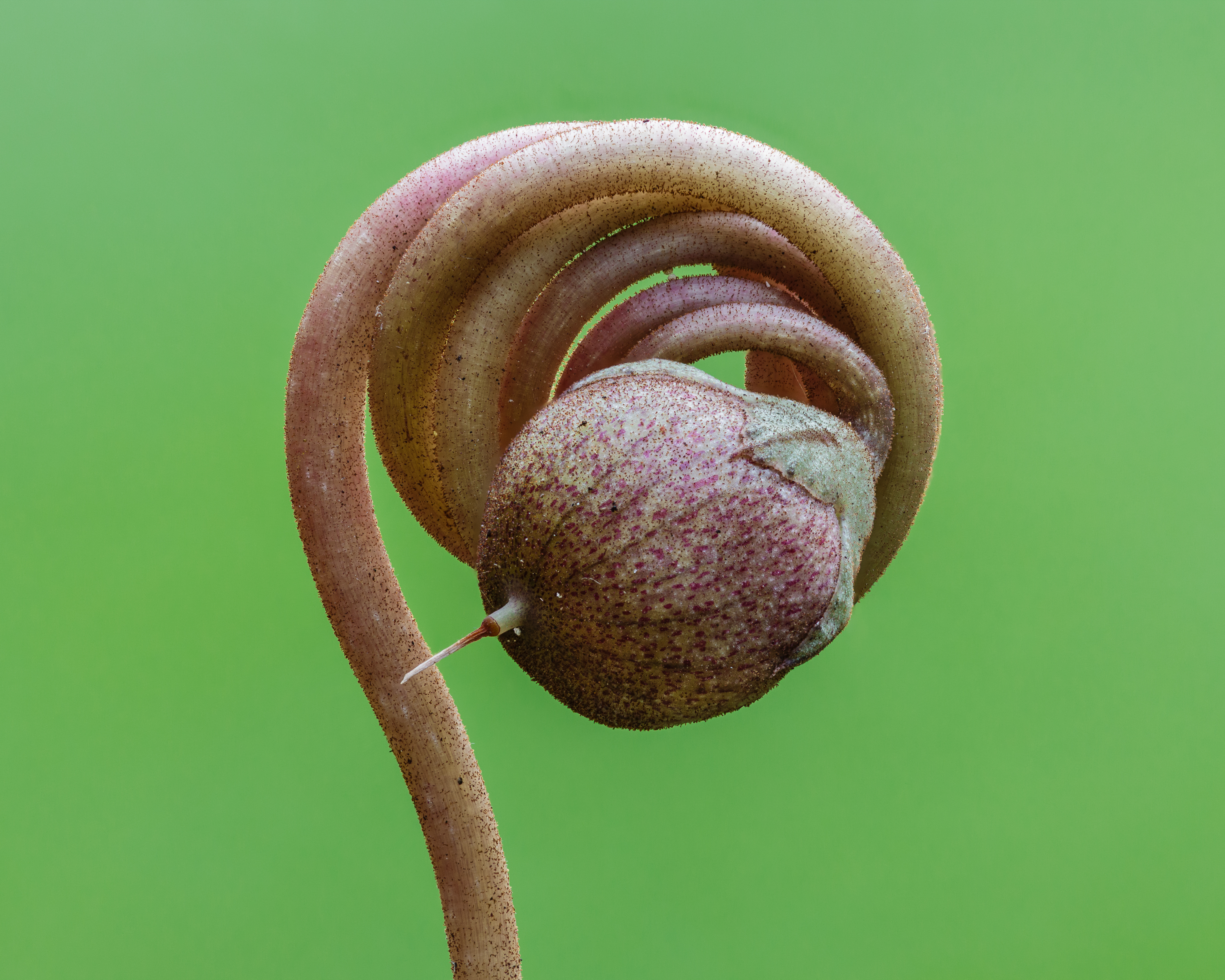
frökapsel på spiralen av en cyklamen hederifolium.

Cyclamen hederifolium är en viveväxtart. Cyclamen hederifolium ingår i släktet cyklamensläktet, och familjen viveväxter. Det svenska namnet är höstcyklamen, och den blommar i september-oktober. Höstcyklamen är en trädgårdsväxt och finns i många rosa och vita nyanser. Namnet hederifolium syftar på att bladen liknar bladen hos murgröna, Hedera. Höstcyklamen har en underjordisk knöl som kan bli upp till 25 cm bred på gamla exemplar. Höstcyklamen växer vilt längs Medelhavets norra kust, från Frankrike till västra Turkiet. Som hos alla cyklamen är kronbladen nedåtriktade i knopp men vikt uppåt-bakåt när blomman slår ut. Blomskaftet krullar sig runt frukten när den mognar.

## Underarter
Arten delas in i följande underarter:
- C. h. africanum
- C. h. confusum
- C. h. crassifolium
- C. h. hederifolium

## Bildgalleri

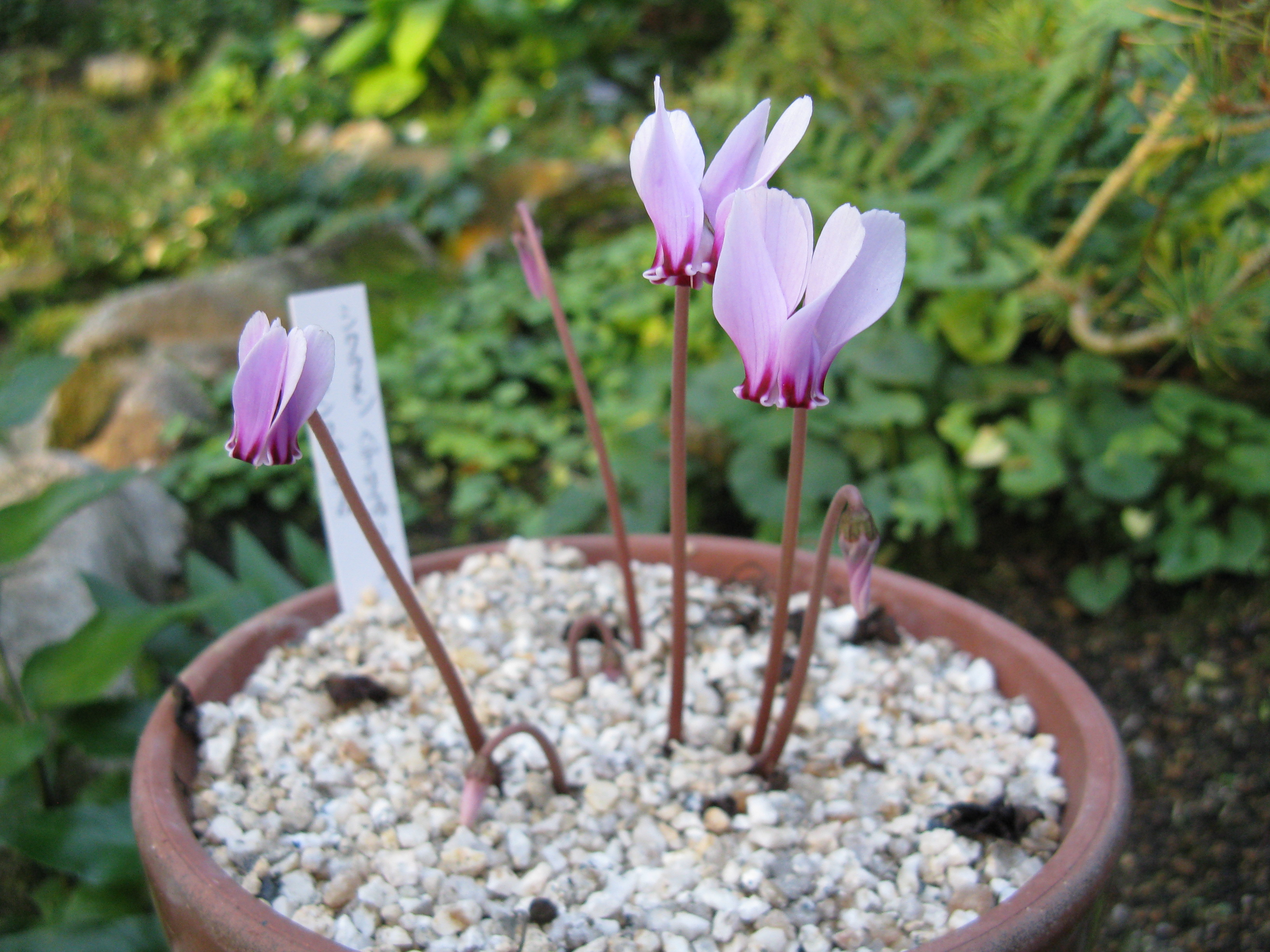
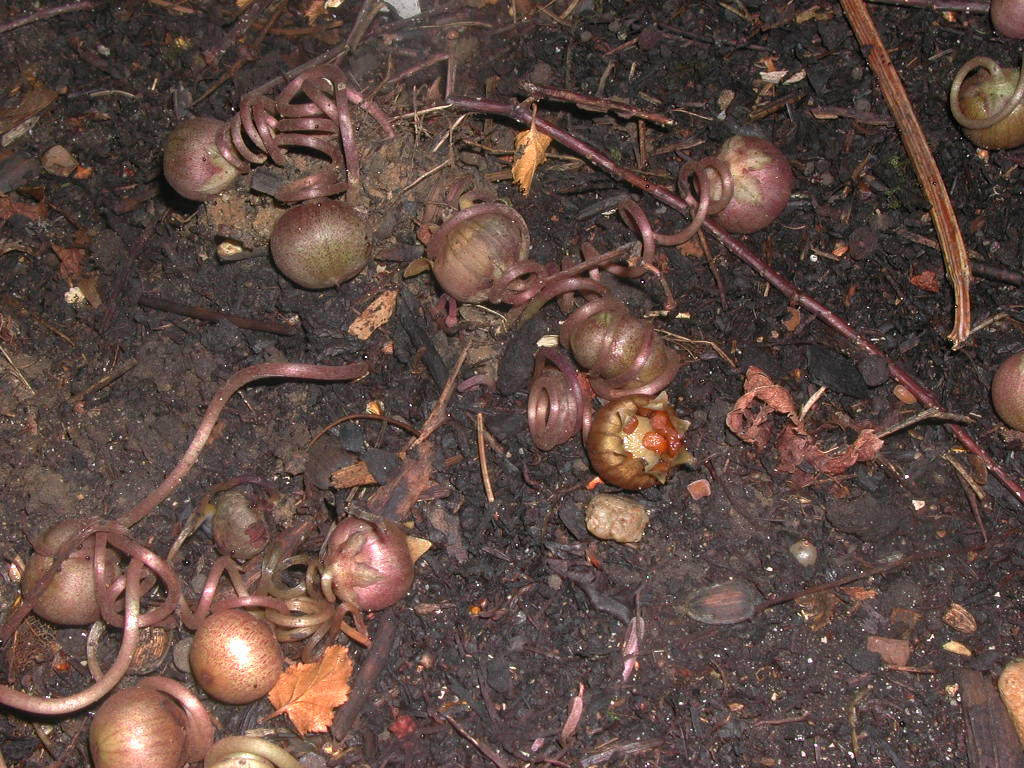
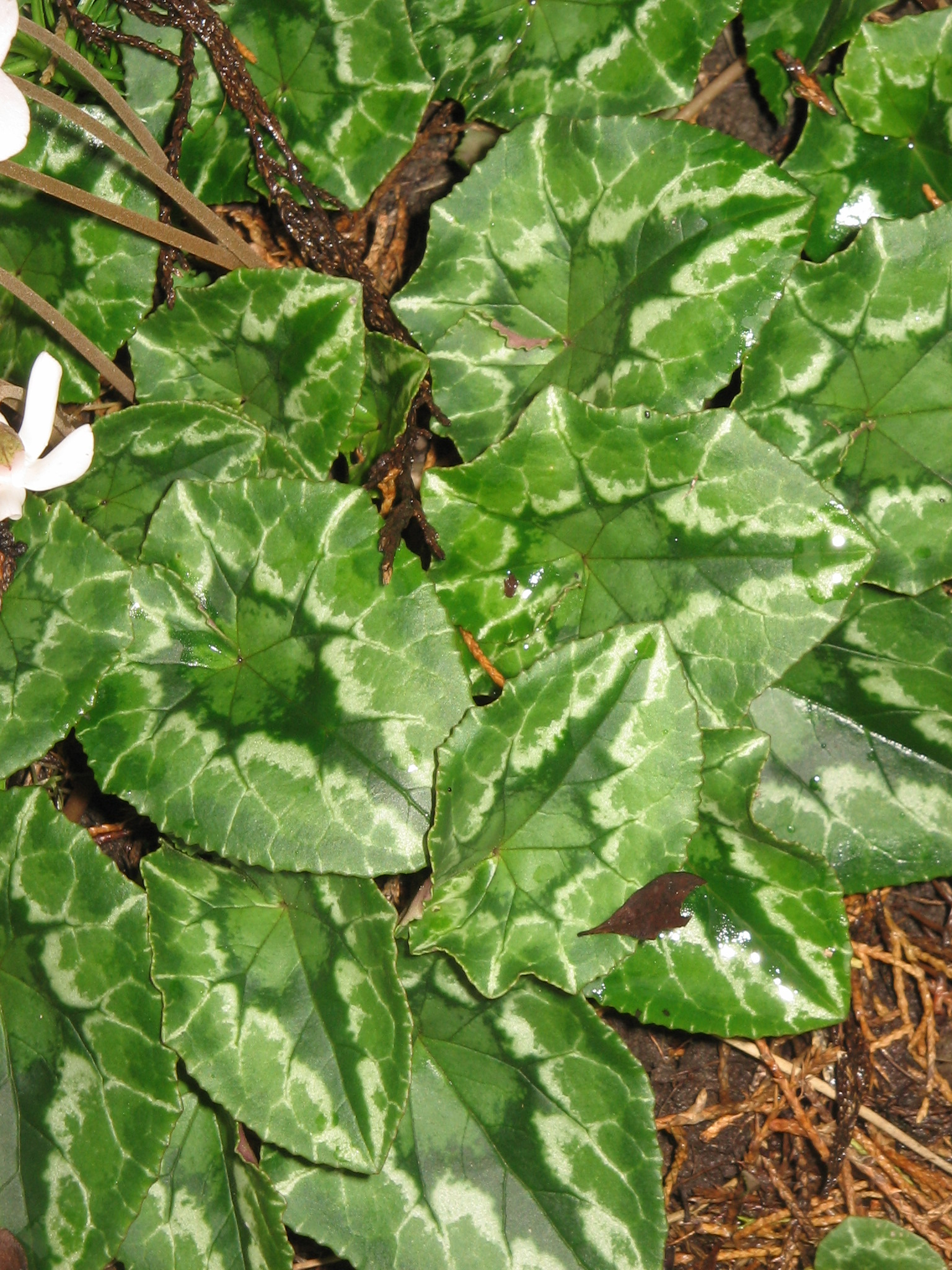
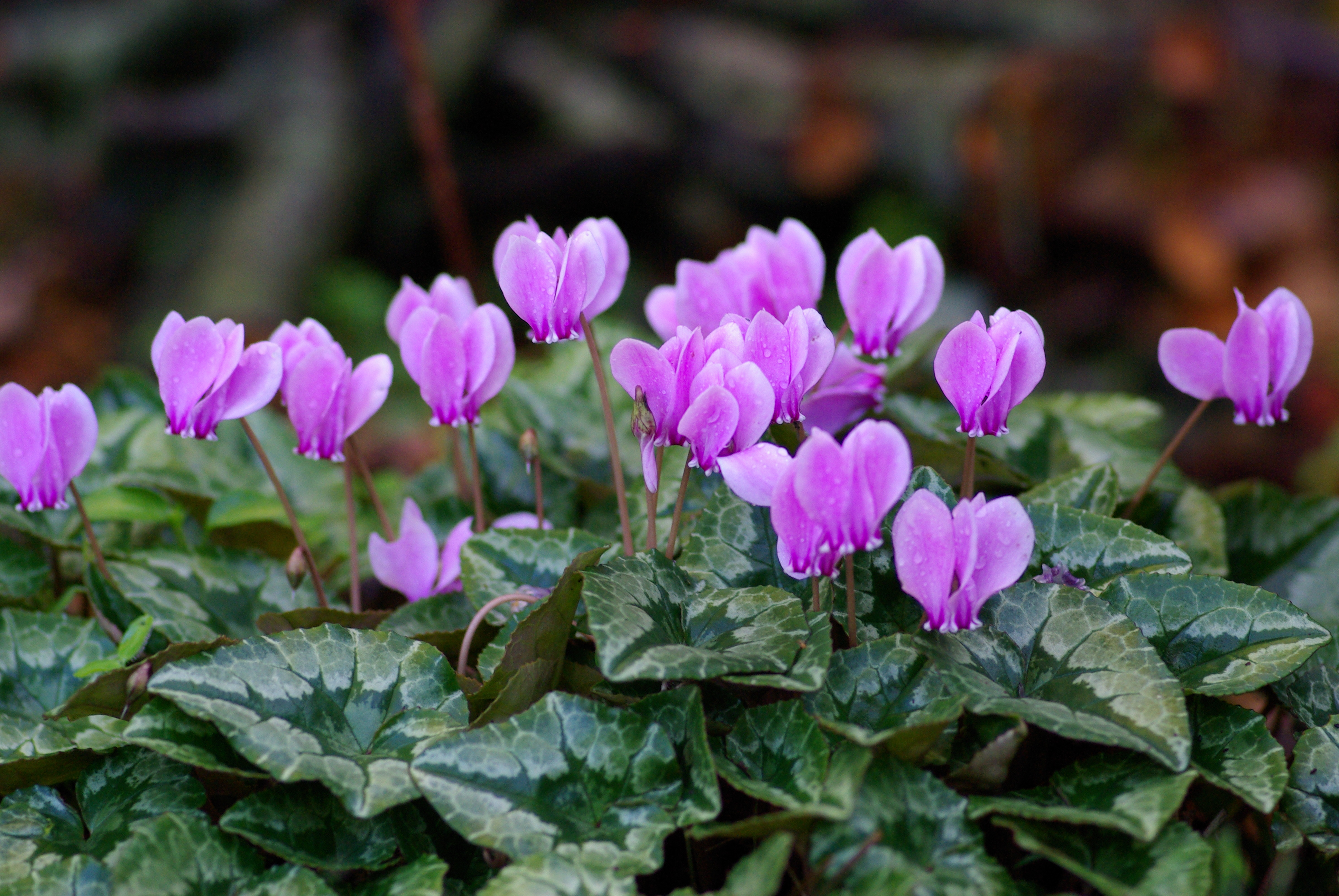
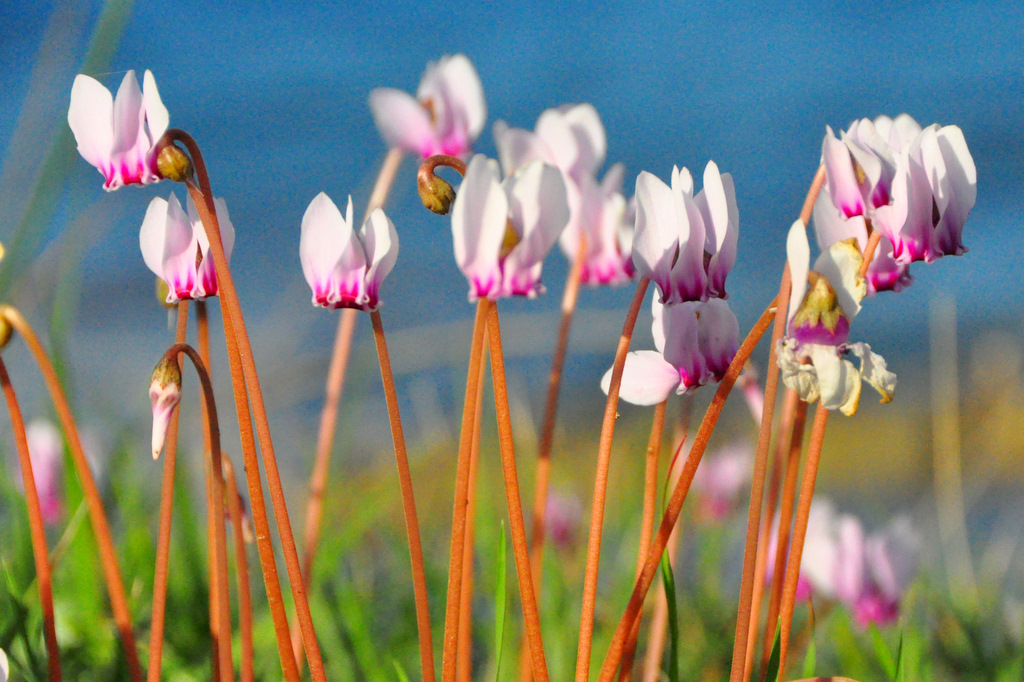
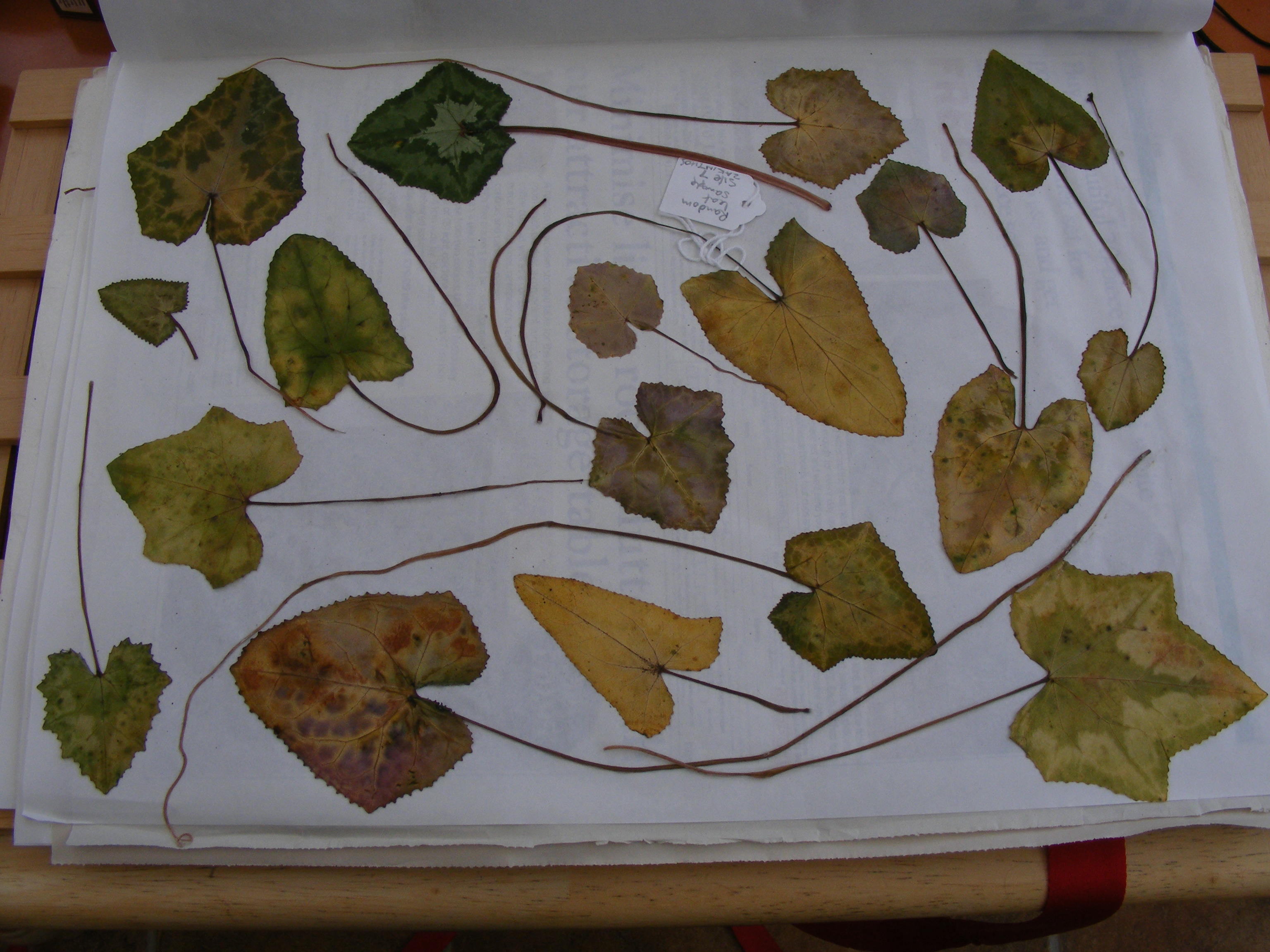